# Hemiosmoza
Hemiosmoza je kretanje jona kroz polupropusnu membranu, niz njen elektrohemijski gradijent. Primer toga je formiranje adenozin trifosfata (ATP) kretanjem vodoničnih jona kroz membranu tokom ćelijske respiracije ili fotosinteze.
Vodonični joni, ili protoni, difuzijom se pomeraju iz oblasti visoke protonske koncentracije u oblast niske protonske koncentracije, i elektrohemijski koncentracioni gradijent protona kroz membranu se može koristiti za formiranje ATP molekula. Ovaj proces je srodan sa osmozom, difuzijom vode kroz membranu, i stoga se naziva „hemiosmozom”.
ATP sintaza je enzim koji formira ATP putem hemiosmoze. On omogućava protonima da prođu kroz membranu i koristi slobodnu energiju razlike za fosforilaciju adenozin difosfata (ADP), čime se formira ATP. Generisanje ATP putem hemiosmoze se javlja u mitohondrijama i hloroplastima, kao i u većini bakterija i arheja, lanac elektronskog transporta pumpa {\displaystyle {\ce {H+}}} jone u tilakoidne prostore kroz tilakoidne membrane. 

## Hemiosmotska teorija
Piter Mičel je predložio hemiosmotsku hipotezu 1961. godine. Ta teorija esencijalno postulira da se većinski deo adenozin trifosfata (ATP) koji se sintetiše pri ćelijskom disanju nastaje usled elektrohemijskog gradijenta kroz unutrašnje membrane mitohondrija koristeći energiju NADH i FADH2 formiranih razlaganjem energetski bogatih molekula, kao što je glukoza.
Molekuli kao što je glukoza bivaju metabolizovani radi produkcije acetil KoA kao energetski bogatog intermedijera. Oksidacija acetil koenzima A (acetil-KoA) u mitohondrijskom matriksu je spregnuta sa redukcijom prenosnih molekula kao što su nikotinamid adenin dinukleotid (NAD) i flavin adenin dinukleotid (FAD). Prenosnici dostavljaju elektrone u lanac transporta elektrona (ETC) u unutrašnjoj mitohondrijskoj membrani, i oni zatim bivaju preneti na druge proteine lanca. Dostupna energija elektrona se koristi za pumpanje protona iz matriksa kroz stromu, čime se čuva energija u vidu transmembranskog electrohemijskog gradijenta. Protoni se vraćaju kroz unutrašnju membranu kroz enzim ATP sintaza. Protok protona nazad u mitohondrijski matriks kroz ATP sintazu pruža dovoljno energije da se ADP kombinuje sa neorganskim fosfatom i da se formira ATP. Elektrone i protone u zadnjoj pumpi lanca preuzima kiseonik i formira se voda.
To je svojevremeno bio radikalan predlog, i nije bio dobro prizvaćen. Prevalentno gledište je bilo da je energija elektronskog transfera uskladištena kao stabilni intermedijer visokog potencijala, što je hemijski konzervativniji koncept. Problem s tom starijom paradigmom je da visoko energetski intermedijer nikad nije bio pronađen, i evidencija za pumpanje protona putem kompleksa lanca elektronskog transfera je postala suviše velika da bi se ignorisala. Na kraju je težina dokaza počela da favorizuje hemiosmotsku hipotezu, i 1978. godine, Piter Mičel je nagrađen Nobelovom nagradom za hemiju.
Hemiosmotsko sprezanje je važno za ATP produkciju u mitohondrijama, hloroplastima
i mnogim bakterijama i arhejama.

## Literatura
- Alberts, Bruce; Johnson, Alexander; Julian Lewis; Raff, Martin; Keith Roberts; Walter, Peter (2002). „Proton Gradients Produce Most of the Cell's ATP”. Molecular Biology of the Cell. Garland.  978-0-8153-4072-0.
- Biochemistry textbook reference, from the NCBI bookshelf – Jeremy M. Berg; John L. Tymoczko; Lubert Stryer (ур.). „18.4. A Proton Gradient Powers the Synthesis of ATP”. Biochemistry (5th изд.). W. H. Freeman.
- Technical reference relating one set of experiments aiming to test some tenets of the chemiosmotic theory – Seiji Ogawa & Tso Ming Lee (1984). „The Relation between the Internal Phosphorylation Potential and the Proton Motive Force in Mitochondria during ATP Synthesis and Hydrolysis”. Journal of Biological Chemistry. 259 (16): 10004–10011. PMID 6469951.

## Spoljašnje veze
- Chemiosmosis (University of Wisconsin)